# 細田徳寿
細田 徳寿（ほそだ とくじ、1904年8月5日 - 1991年3月25日）は、内務省官僚、大分県知事（1945年 - 1947年、1947年 - 1955年）。官選も含めると第37・39・40代、公選のみでは初代・第2代にあたる。

## 略歴
茨城県水戸市出身。旧制水戸中学校（現在の水戸第一高校）、旧制水戸高等学校を経て、東京帝国大学法科政治学科を卒業。1928年に内務省入省。厚生省医務課長、警視庁保安衛生部長、陸軍司政官、内務省河川課長、内閣総理大臣秘書官等を経て、1945年10月27日に大分県知事に発令された。
1947年3月14日には、地方自治法施行にともなう県知事選挙への出馬のため県知事を辞職。この後、選挙までの約1ヶ月は和久田鉄雄が第38代県知事に短期間発令されている。4月5日に行われた県知事選挙では、日本社会党公認で立候補した安田幹太と保守系2候補を破って初の公選知事となる。その後、2期8年にわたり県知事を務めるが、1955年の県知事選挙では革新統一候補の木下郁に敗れた。県知事時代には、しばしば氾濫した大野川の治水事業を行い、大野川発電所の建設や、昭和井路の開通を果たした。これらの事業は、後の大分臨海工業地帯造成のためのインフラ整備につながったと評価される。
退任後は出身地の茨城に戻って1959年の茨城県知事選への出馬に意欲を見せるが、徳川宗敬（元参議院議員）・大内竹之助（茨城相互銀行会長）・竹内勇之助（水戸商工会議所会頭）を擁立する動きもあり現職の友末洋治も再選の構えを見せて保守系乱立になる様相となった。終には自民党総裁岸信介直々の裁定で友末が自民党公認で出馬・細田と大内は立候補を辞退したものの、結果として友末は日本社会党が推薦した岩上二郎に敗北。細田も1963年の水戸市長選に出馬したが、現職の山本敏雄に敗れて以後政界から去る。その後は日本体育大学の教員、厚生省社会審査委員会委員、日本住宅公団管理委員会委員、全国防災協会副会長等を歴任した。1991年3月25日、86歳で死去。